# Linux no PlayStation 3

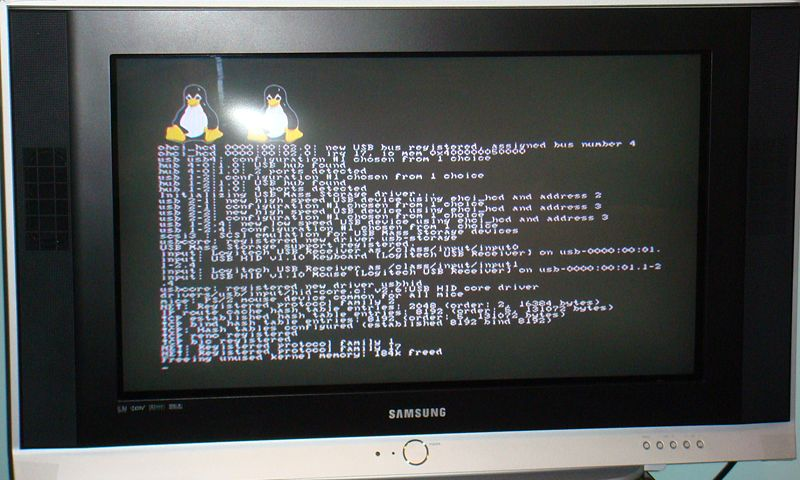
Yellow Dog Linux iniciando em um PS3

O PlayStation 3, em alguns de seus modelos, tem a capacidade de executar o Linux, ou outros sistema operacionais se instalados diretamente em seu disco rígido.
A Sony atualmente implementou um hypervisor restringindo o acesso RSX, entretanto os gráficos são rápidos o bastante para emulação de alguns sistemas antigos. O Linux tem acesso a 6 dos 7 SPEs e a IBM forneceu uma introdução a programação paralela de aplicativos no PlayStation 3.
| “                                               | Como nós temos planos de ter o Linux on-board do PS3, nós também reconhecemos as atividades de programação do Linux… Além dos studios comprometidos com o desenvolvimento de licenças oficiais, nós gostariamos de ver vários indivíduos participando na criação de conteúdo para o PS3. | ” |
| — Izumi Kawanishi, na presença do Linux no PS3. | |   |

## Historia
Desde o começo do ano 2000, a Sony tem divulgado que o PlayStation 2, poderia rodar o Linux como estratégia de marketing.  Também promoveram o lançamento de um SDK para o console, que inclui um sistema operacional baseado em Linux, teclado e mouse USB, um adaptador VGA, um adaptador de rede Ethernet e um disco rígido de 40 GB (HDD). Essa iniciativa foi refletida em 2008, quando a Sony na Europa passou a permitir que qualquer pessoa poderia criar o seu jogo no Playstation 2.
O PlayStation 3 não vem com o Linux pre-instalado. Porém, a Sony incluiu uma opção no menu XMB que permitem a instalação de outros sistemas operacionais.

### Playstation 3 Slim
A Sony divulgou no dia 18 de agosto de 2009, que decidiu remover do menu XMB a opção que antes permitia instalar outros sistemas operacionais, no novo Playstation 3 modelo Slim. O motivo alegado foi baseado em questões de demanda, estimando-se que o dual-boot com Linux é usado por apenas 5% de seus proprietários.

## Núcleo
O núcleo que suporta o PlayStation 3 é a sua versão 2.6.21.

## Distribuições
As distribuições Linux, Ubuntu, Fedora Core 5, openSUSE, Gentoo, Debian, e Yellow Dog Linux podem ser executadas no PlayStation 3.